# Korczmin-Osada
Korczmin-Osada – osada w Polsce położona w województwie lubelskim, w powiecie tomaszowskim, w gminie Ulhówek
W latach 1975–1998 miejscowość administracyjnie należała do województwa zamojskiego.
Osada jest sołectwem w gminie Ulhówek. Według Narodowego Spisu Powszechnego z roku 2011 osada liczyła 155 mieszkańców.
Wierni Kościoła rzymskokatolickiego należą do parafii Matki Bożej Królowej Polski w Machnówku.